# Euscorpius curcici
Espèce
Euscorpius curcici est une espèce de scorpions de la famille des Euscorpiidae.

## Distribution
Cette espèce est endémique des Cyclades en Grèce. Elle se rencontre sur Sikinos et Ios.

## Description
Le mâle holotype mesure 31,58 mm et la femelle paratype 29,98 mm.

## Étymologie
Cette espèce est nommée en l'honneur de Božidar P. M. Ćurčić.

## Publication originale
- Tropea, Fet, Parmakelis, Kotsakiozi & Stathi, 2017 : Redescription of Euscorpius tauricus (C.L. Koch, 1837), with the description of two new related species from Greece (Scorpiones: Euscorpiidae). Ecologica Montenegrina, no 7, p. 614-638 (texte intégral).